# コンティンジェンシープラン
 コンティンジェンシープラン（英: contingency plan） とは、災害や事故など想定外の事態が起きた時のために、事前に定めておく対応策や行動手順のこと。日本語で言い換えるなら、  緊急時対応計画。滅多に起こらないが、発生すれば破滅的な結果につながる例外的事案に対するリスク管理を指すことが多い。

## 概要
コンティンジェンシープラン はしばしば政府や企業によって勘案される。例えば、会社の多くの従業員が1台の飛行機に搭乗したところ、衝突事故で全員死亡してしまうと想定する。そうした損失では、会社がひどい苦境に陥ったり倒産してしまいかねない。したがって、多くの企業はこうした災害の発生に備えて対応策を講じる。従業員に別々で旅行するよう要請したり、飛行機1台あたりの従業員数を制限する、などがあり、潜在的な災害の影響を緩和するための常備的な方針もコンティンジェンシープランに含まれる。
危機が起きている最中では、実態を調査して万が一に備えるために、しばしばコンティンジェンシープランが策定される。冷戦時代に、多くの政府は核攻撃から自国と国民を守るためのコンティンジェンシープランを策定した。核攻撃から生き残る方法を市民に知らせるために策定された具体例としては、英米の政府によって発行された小冊子「Survival Under Atomic Attack」「 Protect and Survive」「Fallout Protection」がある。
2017年には日本政府が、北朝鮮の発射したミサイル着弾に備えた緊急マニュアル行動を取りまとめ、内閣官房の「国民保護ポータルサイト」に公開した。これもコンティンジェンシープランの例である。今日も、テロリストや他の災害に対処するためのコンティンジェンシープランが存在している。

## 先進事例
アメリカの金融サービス企業であるキャンターフィッツジェラルドは、事前に策定したコンティンジェンシープランを実施し、成功した。 
2001年、同社は9月11日のテロ攻撃でニューヨークにいた従業員960人のうち、世界貿易センターに置いていた本社の従業員658人（全従業員の68.5%に相当）を失い、事務所や多くの取引先を失う重大な損失に直面したが、コンティンジェンシープランを実行した結果、1週間以内に事業を再開し、今日も成功を収めている。